# 彭山陶窯遺址
彭山陶窯遺址位於四川省眉山市彭山縣，文物遺址年代判定為唐代至宋代。2007年6月1日公佈為四川省第七批文物保護單位。